# Josip Skoko
Josip Skoko (ur. 10 grudnia 1975 w Mount Gambier) – australijski piłkarz pochodzenia chorwackiego grający na pozycji pomocnika.

## Kariera klubowa
Skoko zaczynał karierę w North Geelong Warriors. Jego następnym klubem był chorwacki Hajduk Split. W 1999 roku wyjechał do belgijskiego klubu, KRC Genk. W zespole tym największym sukcesem Skoko było zdobycie mistrzostwa Belgii w sezonie 2001/02. W 2003 roku wyjechał z Belgii i trafił do Turcji – za 1,35 mln euro zakupił go Gençlerbirliği SK, z którym grał m.in. w Pucharze UEFA. W 2005 roku na zasadzie wolnego transferu trafił do beniaminka Premiership, Wigan Athletic. Jednak w tym klubie nie wywalczył miejsca w składzie, toteż w styczniu 2006 trafił na wypożyczenie do klubu z Football League Championship, Stoke City. W sezonie 2006/07 grał w pierwszej jedenastce Wigan, ale już w kolejnym był rezerwowym. Latem 2008 wrócił do Chorwacji i ponownie został zawodnikiem Hajduka Split. Jego zawodnikiem był do roku 2010. Następnie występował w Melbourne Heart, gdzie w 2011 roku zakończył karierę.
| Sezon   | Klub                   | Kraj      | Rozgrywki        | Mecze | Bramki |
| ------- | ---------------------- | --------- | ---------------- | ----- | ------ |
| 1994    | North Geelong Warriors | Australia | NPL Victoria     | 22    | 6      |
| 1995    | North Geelong Warriors | Australia | NPL Victoria     | 10    | 0      |
| 1995/96 | Hajduk Split           | Chorwacja | Prva HNL         | 14    | 1      |
| 1996/97 | Hajduk Split           | Chorwacja | Prva HNL         | 27    | 10     |
| 1997/98 | Hajduk Split           | Chorwacja | Prva HNL         | 26    | 5      |
| 1998/99 | Hajduk Split           | Chorwacja | Prva HNL         | 24    | 3      |
| 1999/00 | Hajduk Split           | Chorwacja | Prva HNL         | 6     | 1      |
| 1999/00 | KRC Genk               | Belgia    | Eerste Klasse    | 9     | 1      |
| 2000/01 | KRC Genk               | Belgia    | Eerste Klasse    | 29    | 3      |
| 2001/02 | KRC Genk               | Belgia    | Eerste Klasse    | 32    | 2      |
| 2002/03 | KRC Genk               | Belgia    | Eerste Klasse    | 30    | 2      |
| 2003/04 | Gençlerbirliği SK      | Turcja    | Superliga        | 37    | 2      |
| 2004/05 | Gençlerbirliği SK      | Turcja    | Superliga        | 30    | 2      |
| 2005/06 | Wigan Athletic         | Anglia    | Premiership      | 5     | 0      |
| 2005/06 | Stoke City             | Anglia    | The Championship | 9     | 2      |
| 2006/07 | Wigan Athletic         | Anglia    | Premiership      | 28    | 0      |
| 2007/08 | Wigan Athletic         | Anglia    | Premiership      | 12    | 0      |
| 2008/09 | Hajduk Split           | Chorwacja | Prva HNL         | 29    | 0      |
| 2009/10 | Hajduk Split           | Chorwacja | Prva HNL         | 23    | 1      |
| 2010/11 | Melbourne Heart        | Australia | A-League         | 22    | 0      |

## Kariera reprezentacyjna
W reprezentacji Australii Skoko zadebiutował 12 marca 1997 roku w wygranym 1:0 meczu z reprezentacją Macedonii. Skoko od lat jest podstawowym zawodnikiem reprezentacji. Brał udział w Igrzyskach Olimpijskich w 2000 w Sydney. Dwukrotnie grał w kwalifikacjach do Mistrzostw Świata (2002, 2006). Zagrał jako rezerwowy w barażu z reprezentacją Urugwaju i przyczynił się do awansu Socceroos na Mistrzostwa Świata w Niemczech. Został powołany przez Guusa Hiddinka do 23-osobowej kadry na mistrzostwa, jednak nie rozegrał na nich ani jednego meczu.